# Roca de la Verna
La Roca de la Verna és una muntanya de 942 metres que es troba al municipi de Prades, a la comarca catalana del Baix Camp.